# Kochcice-Glinica
Kochcice-Glinica – przystanek osobowy w miejscowości Kochcice, w granicach administracyjnych gminy Kochanowice, w powiecie lublinieckim, w województwie śląskim, w Polsce. Oddany do użytku w 13 grudnia 2020 roku.

## Ruch pasażerski
| Rok  | Wymiana pasażerska na dobę |
| ---- | -------------------------- |
| 2017 | –                          |
| 2022 | 10-19                      |